# Capitonius Priscus
Capitonius Priscus (sein Praenomen ist nicht bekannt) war ein im 2. Jahrhundert n. Chr. lebender Angehöriger des römischen Ritterstandes (Eques).
Durch eine Inschrift, die beim Kastell Navio gefunden wurde und die auf 158 datiert wird, ist belegt, dass Priscus Präfekt der Cohors I Aquitanorum war, die in der Provinz Britannia stationiert war. Durch eine weitere Inschrift ist nachgewiesen, dass er danach Tribun der Cohors I Cilicum war, die in Moesia inferior stationiert war.